# 獵巫行動：大滅絕
是一部於2015年上映的美國超自然動作片，由布雷克·艾斯納執導，馮·迪索、蘿絲·萊斯莉、伊利亞·伍德與米高·肯恩主演。故事敘述馮·迪索飾演一名不朽的女巫獵人將阻止惡勢力對紐約市的肆虐。
電影2015年10月23日在北美上映，口碑票房雙敗。

## 劇情
故事敘述世上僅存至今的女巫獵人寇特（馮·迪索 飾）背負著對抗女巫的宿命，並為了阻止邪惡女巫將對現代紐約市發動的瘟疫肆虐而必須與正派女巫（蘿絲·萊斯莉 飾）並肩作戰邪惡女巫、解救人類。

## 演員
- 馮·迪索 飾 寇特（Kaulder）
- 蘿絲·萊斯莉 飾 克蘿伊（Chloe）
- 伊利亞·伍德 飾 杜蘭三十七世（Dolan Thirty-Seven）
- 米高·肯恩 飾 杜蘭三十六世（Dolan Thirty-Six）
- 茱莉·恩格爾布雷希特 飾 女巫皇后（Witch Queen）
- 奧拉維爾·達里·拉夫森 飾 貝萊爾·凱托拉（Baltasar Ketola）
- 芮娜·歐文 飾 葛蕾澤（Glaeser）
- 伊薩克·德·班克勒 飾 麥斯·史列辛格（Max Schlesinger）
- 洛特·弗貝克 飾 海蓮娜（Helena）
- 艾梅·卡莉羅 飾 米蘭達（Miranda）
- 喬·吉爾干 飾 艾利斯（Ellic）
- 寇特·安格 飾 保鏢#4[8]

## 製作

### 發展
《獵巫行動：大滅絕》最初計劃在2012年推出，並由提默·貝克曼比托夫基於柯里·古德曼的劇本來執導。後來，貝克曼比托夫被換成了布雷克·艾斯納，而古德曼的劇本則被D·W·哈珀和梅麗莎·沃雷克重新改寫。接著，宣布馮·迪索將出演本片，並由獅門影業製作和發行。電影在賓夕法尼亞州申請了1400萬美元的稅收抵免。2014年2月，迪索在他的Facebook上發布了電影的概念藝術，此外，獅門影業的首席執行官喬·菲茨梅爾表示，如果電影能成功，那《獵巫行動：大滅絕》將有可能發展成一個系列。2014年7月，官方宣布蘿絲·萊斯莉將加入劇組與迪索共同出演，並於同年8月，伊利亞·伍德、米高·肯恩與奧拉維爾·達里·拉夫森也被宣布參演本片。茱莉·恩格爾布雷希特和洛特·弗貝克也將加盟劇組。2015年2月，史蒂夫·賈布隆斯基被聘為電影作曲。

### 拍攝
《獵巫行動：大滅絕》的拍攝由於迪索的《玩命關頭7》中的保羅·沃克身亡而延遲。2014年6月，獅門影業正式讓劇組在匹茲堡開拍。2014年9月5日，迪索在自己的Facebook上釋出首張劇照。拍攝直到12月5日結束。

## 主題曲
- 《Paint It, Black》

主唱：席亞拉

## 發行

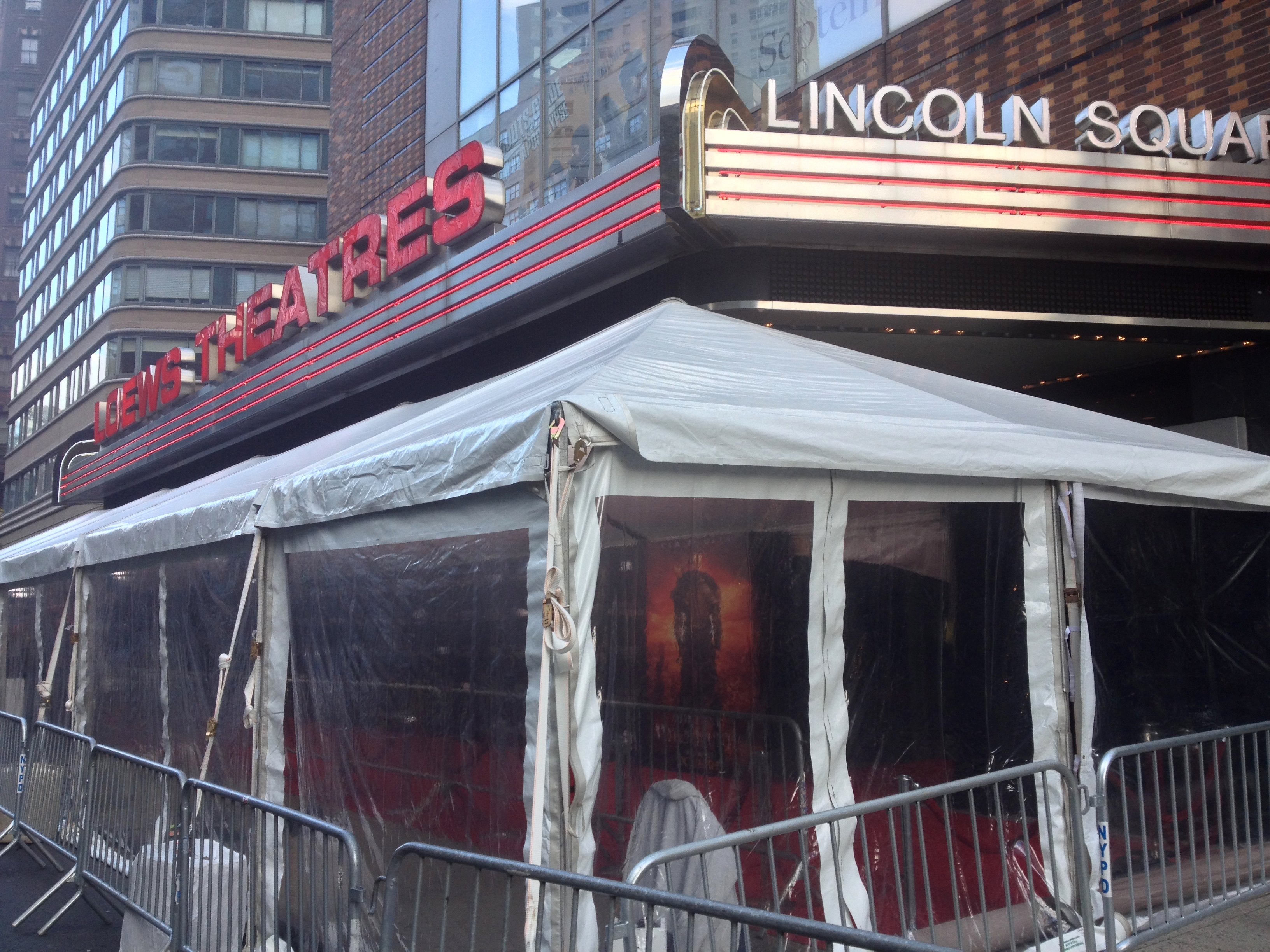
2015年10月13日，《獵巫行動：大滅絕》在林肯廣場舉行的首映會

2014年10月24日，獅門影業將本片定於2015年10月23日上映。電影於2015年10月13日在紐約的林肯廣場進行首映。

### 評價
《獵巫行動：大滅絕》獲得了多為負面的評價。根據爛番茄收集的97篇專業影評，本片獲得15%的新鮮度，平均得分3.8／10。Metacritic基於21條評論，得分35，代表「普遍不佳的評價」。

### 票房
在美國，電影於2015年10月23日和《鬼入鏡5：鬼次元》、《沙漠飆高音》、《芙蓉仙子》和廣泛發行的《史帝夫賈伯斯》共同競爭。本片於首映周末的3082間戲院中預計能獲得1300萬美元的票房。週四晚上的票房為52萬5000美元，至週五晚上總計380萬美元。首周票房僅1080萬，排於《絕地救援》（1590萬美元）、《怪物遊戲》（1550萬美元）和《間諜橋》（1140萬美元）之後。
| 上一届： 《高年級實習生》 | 2015年台北週末票房冠軍 第43周 | 下一届： 《天菜大廚》 |

## 續集
2015年6月17日，迪索在自己的Facebook上證實了續集的發展，並指出片商已想發展出《獵巫行動》系列，並要他計畫好續集的時間。但因本片的口碑不佳和迪索忙於其他電影，使得續集發展的可行性渺茫。

## 外部連結
- 官方網站 （页面存档备份，存于）
- 互联网电影数据库（IMDb）上《獵巫行動：大滅絕》的资料（英文）
- Box Office Mojo上《獵巫行動：大滅絕》的資料（英文）
- 爛番茄上《獵巫行動：大滅絕》的資料（英文）
- Metacritic上《獵巫行動：大滅絕》的資料（英文）